# Saison 3 de Black Mirror
Chronologie
Saison 2 de Black Mirror Saison 4 de Black Mirror
Cet article présente les épisodes de la troisième saison de la série télévisée britannique Black Mirror.

## Saison 3 (2016)

### Épisode 1:Chute libre
- France : 21 octobre 2016 sur Netflix

- Bryce Dallas Howard (VF : Dany Benedito) : Lacie Pound
- Alice Eve (VF : Jennifer Fauveau) : Naomi Jayne Blestow
- Cherry Jones (VF : Anny Vogel) : Susan
- James Norton (VF : Marc Wilhelm): Ryan
- Alan Ritchson : Paul
- Daisy Haggard : Bets
- Susannah Fielding : Carol
- Michaela Coel : guichetière de l'aéroport
- Demetri Goritsas (VF : Michaël Maïnö) : Hansen
- Kadiff Kirwan (VF : Waléry Doumenc) : Chester
- Sope Dirisu : Prisonnier
- Clayton Evertson (VF : Fabien Albanese) : Ted

L'histoire se déroule dans un monde où chaque personne note les autres de 0 à 5, les mieux notés ayant accès à de meilleurs services. Lacie ne vit que pour améliorer sa note de 4,2 et cherche à quitter l'appartement qu'elle partage avec son frère, qui méprise le système de notation, pour les beaux quartiers. Elle se montre donc extrêmement polie et recherche toujours à obtenir l'approbation générale, quitte à mal noter un collègue qu'elle apprécie. Lacie est également en admiration devant Naomi, sa belle amie d'enfance qui a toujours maintenu sa note au-dessus de 4,6 dont elle garde le souvenir en scrutant ses profils sur les réseaux sociaux et en conservant une peluche qu'elles ont faite ensemble alors qu'elles avaient 5 ans.
Lacie trouve l'appartement idéal où elle pourrait vivre une vie de couple lisse et idéale mais elle doit obtenir la note minimum de 4,5 pour avoir droit à une réduction de loyer. Sur l'avis d'un conseiller en cotation, elle tente de dresser une image plus personnelle d'elle-même et poste une photo de sa peluche. Peu après, Naomi la contacte : elle vient de se fiancer et demande à son amie d'enfance d'être sa demoiselle d'honneur. Lacie y voit une chance unique, par un discours millimétré, de faire grimper sa note et prépare minutieusement son texte.
Le jour de son départ, Lacie commet quelques faux pas (se disputer avec son frère, renverser la boisson d'une passante, prendre son taxi en retard) si bien que sa note baisse légèrement mais suffisamment pour qu'à l'aéroport, elle ne puisse pas prendre le vol prévu. Alors qu'elle commence à s'énerver et devenir grossière, elle est interdite de vol et l'agent de sécurité (un ancien collègue qu'elle n'a pas défendu) la sanctionne d'une baisse de note temporaire d'un point, ainsi qu'une « double pénalité » : chaque mauvaise note obtenue dans les 24 heures comptera double dans sa cote. Elle en est réduite à louer une voiture mais sa note, encore en baisse pour son début de scandale à l'aéroport, la contraint de prendre une voiture électrique dépassée. Quand la batterie tombe en panne et qu'elle ne trouve pas d'adaptateur, Lacie est finalement prise en stop par une camionneuse (notée à 1,4) qui comprend vite sa situation. La camionneuse raconte son histoire : elle-même autrefois était notée 4,6, mais sa note n'a pourtant pas permis à son mari de bénéficier des soins nécessaires pour le cancer qui l'a emporté, et elle a décidé de renoncer à la superficialité de ce système.
Au matin, après avoir roulé toute la nuit, Lacie est déposée par la camionneuse à environ 50 kilomètres du lieu du mariage. Elle parvient à se faire transporter par un groupe de cosplayeuses mais en route, Naomi a vu la note de Lacie à 2,8 et refuse tout net qu'une personne de son statut vienne, révélant qu'elle comptait uniquement sur la note de 4,2 que Lacie avait auparavant pour encore améliorer sa note. Furieuse et profondément blessée, Lacie décide malgré tout d'aller au mariage, empruntant un quad et s'introduisant par effraction dans le quartier résidentiel de Naomi, réservé aux personnes à une note supérieure à 3,8. Elle parvient à s'emparer du micro et commence, sale et ivre, un discours à cœur ouvert, révélant son admiration pour Naomi, son soutien quand Lacie a souffert de boulimie et sa douleur de la voir lui tourner le dos pour une vie en apparence parfaite, d'autant qu'elle avait couché avec son petit-ami.

### Épisode 2:Phase d'essai
- France : 21 octobre 2016 sur Netflix

- Wyatt Russell (VF : Michaël Maïnö) : Cooper Redfield
- Hannah John-Kamen (VF : Angélique Heller) : Sonja
- Wunmi Mosaku (VF : Karl-Line Heller) : Katie
- Ken Yamamura : Shou Saito
- Elizabeth Moynlhan : la mère de Cooper
- Jamie Paul : Josh Peters
- Jessica Nell : la petite fille effrayée dans l'avion
- Jade Clarke : une habituée du pub
- Deborah Rock : une passagère de l'avion
- James Tufnell : le laborantin

Après la mort de son père d'un Alzheimer précoce, Cooper quitte la maison familiale aux États-Unis sans prévenir sa mère pour faire un tour du monde. Après l’Australie, la Thaïlande, l'Inde, l'Italie, l'Espagne et la France, il arrive à sa dernière étape, Londres. Il passe la nuit avec Sonja, journaliste spécialisée dans les nouvelles technologies, rencontrée sur une application de rencontres. Le lendemain, Cooper constate que son compte en banque est vide et plutôt que d'appeler sa mère, à qui il n’a pas parlé depuis son départ, préfère prendre un petit boulot. Il trouve par une application smartphone une offre bien rémunérée, un test de jeu par Saito Gemu (Game) ; Sonja est intéressée et excitée à l'idée d'avoir un contact avec Shou Saito, l’un des grands noms du jeu vidéo spécialisé dans le jeu d'horreur.
Cooper accepte l'offre et est amené à un manoir où son expérience sera supervisée par Katie, collaboratrice directe de Saito. Quand Katie s'absente pour récupérer un accord de confidentialité, Cooper ouvre la mallette de Katie et trouve du matériel médical dont il envoie la photo à Sonja. Katie revient et installe le dispositif, une puce implantée dans la nuque directement liée au système neuronal. Au moment du chargement du jeu, la mère de Cooper appelle ; Katie est surprise car elle avait éteint le téléphone pour préserver le secret du développement. Cooper est réceptif au système de jeu et suit le premier test, un jeu de chasse-taupe en réalité augmentée. Devant les résultats, Katie lui propose de passer à l'étape suivante. Après une discussion avec Saito autour de l'expérience de jeu, Cooper laisse Katie charger un autre programme puis l'emmener dans un manoir décoré dans un style fin XIXe siècle. L'expérience est simple : traverser les épreuves horrifiques que le jeu va créer et le personnaliser pour Cooper aussi longtemps que possible, alors que Katie le surveille par des caméras et le conseille par oreillette.
Cooper s'installe et se prépare à sa nuit. Au fur et à mesure, les apparitions se manifestent : une araignée, puis une peinture du manoir qui s'anime et l’apparition soudaine d'un homme, Josh Peters, qui brutalisait Cooper adolescent. Après la vision d'un hybride araignée/Peters géant, Cooper perd contact avec Katie et quelqu'un frappe à la porte. C'est Sonja, paniquée, qui affirme avoir reconnu le dispositif en photo, développé par Saito et considéré comme trop dangereux, et découvert que plusieurs personnes auraient disparu depuis que le brevet aurait été refusé. Cooper est confus, parvenant difficilement à distinguer les créations de la réalité augmentée du réel, mais finit par comprendre que Sonja n'a pas pu le rejoindre sans aide. Sonja change alors d'attitude, s'empare d'un couteau et poignarde Cooper à l'épaule. Il ne s'en sort qu'en faisant ressortir la lame à travers son épaule et planter la tête de Sonja, devenue écorchée, sur la pointe. Quelques secondes après, tout est revenu à la normale : Cooper est indemne, Sonja a disparu et Katie recommence à lui parler. Devant ce qu'il vient de traverser, il demande à quitter l'expérience dès que possible.
La voix de Katie l'invite à rejoindre une chambre à l'étage pour y désactiver la puce. Cooper hésite à ouvrir la porte, craignant ce qu'elle pourrait renfermer, comme une apparition de sa mère, mais il n'y a personne dans la pièce. La confusion et la panique de Cooper reviennent quand la voix de Katie commence à jouer avec lui, sa mémoire et la peur de finir comme son père, seul et incapable de reconnaître qui que ce soit, même son reflet dans le miroir. Cooper est terrorisé et alors qu'il est sur le point d'arracher la puce avec une écharde du miroir, Katie entre dans la pièce avec des hommes de main pour le retenir. Elle tente d'arrêter le programme sous les yeux de Saito, en vain. Saito s'excuse et fait emmener Cooper.
Cooper reprend alors conscience dans le bureau de Saito ; le test du manoir n'a jamais eu lieu que dans l’esprit du cobaye et n'a duré qu'une seconde. Saito s'excuse de la mauvaise expérience et laisse repartir Cooper qui rentre aussitôt chez lui. Il retrouve sa mère, effondrée et obstinée à téléphoner à son fils alors qu'il est devant ses yeux. Les doutes de Cooper reviennent.

### Épisode 3:Tais-toi et danse
- France : 21 octobre 2016 sur Netflix

- Alex Lawther (VF : Sébastien Mortamet) : Kenny
- Jerome Flynn (VF : Frank Adrien Serrafini) : Hector
- Susannah Doyle : la femme victime de chantage
- Frankie Wilson : Tom
- Jimmy Roye-Dunne : Red
- Hannah Steele (VF : Angélique Heller) : Melissa
- Sarah Beck Mather : la mère au restaurant
- Beatrice Robertson-Jones : la fille au restaurant
- Maya Gerber : Lindsay
- Camilla Power (VF : Hélène Pierre) : Sandra
- Ivanno Jeremiah : l'homme en scooter
- Mariam Haque : la caissière de la station service
- Natasha Little (VF : Dany Benedito) : Karen
- Nicola Sloane : employée à la banque
- Paul Bazely : l'homme dans les bois
- Leanne Best (en) : Penny

Une femme reçoit plusieurs SMS lui intimant de laisser sa voiture dans un parking souterrain. Terrorisée, elle obéit aux ordres et quitte les lieux.
Kenny, un adolescent de 19 ans, vit avec sa mère et sa sœur Lindsay. Serviable et aimable, il travaille comme plongeur dans un fast-food. Un jour, en rentrant chez lui, il surprend sa sœur avec son ordinateur portable sur lequel elle a téléchargé un programme contenant un malware qui fait planter la machine. Il pense supprimer le programme malveillant puis s'enferme dans sa chambre pour se masturber devant de la pornographie sur Internet. Peu après, il reçoit un courriel anonyme : des pirates l’ont filmé pendant l'acte via sa webcam et menacent de mettre en ligne la vidéo s'il ne leur obéit pas.
Le lendemain, Kenny reçoit son premier ordre : rejoindre le sommet d'un parking. Il s'y rend à vélo et est rejoint par un homme en scooter - également sous le joug des hackers - qui lui tend un colis qu'il dit fragile. Kenny reçoit alors l'ordre d'amener le colis à une chambre d'hôtel. Il fait le trajet en bus et ne résiste pas à l'idée d'ouvrir le colis, qui ne contient qu'un simple gâteau. Une fois arrivé à l'hôtel, Kenny se voit refuser l’entrée dans la chambre jusqu'à ce que l'occupant entende le prénom de Mindy, suggéré par les pirates. À l'intérieur, Kenny trouve Hector, un homme marié qui attendait une prostituée. Il est lui aussi sous les ordres des pirates et ensemble, les deux hommes partent avec le gâteau récupérer une voiture (celle de la femme du début) et se rendent au lieu indiqué par SMS. En route, Hector révèle que les pirates menacent de révéler ses coucheries à sa femme et comprend que Kenny obéisse, une réputation sur Internet étant quasiment impossible à effacer. Leur trajet est perturbé par la rencontre d'une connaissance d'Hector, Karen, qu'ils se retrouvent à devoir prendre à bord et déposer chez elle pour éviter les soupçons, malgré les injonctions des pirates à reprendre le chemin indiqué.
Une fois rendus au lieu demandé, Kenny et Hector découvrent le but des pirates : le gâteau cache un déguisement sommaire et une arme, nécessaires pour braquer la petite agence bancaire à proximité. Ils ont cinq minutes pour décider qui braque et qui conduit ; Kenny n’ayant pas le permis de conduire, c'est lui qui se rend, terrorisé et en pleurs, dans la banque. Il récupère autant d'argent qu'il peut sans tirer et plonge dans la voiture d'Hector, qui parvient à déjouer l’arrivée de la police.
Le lieu de rendez-vous suivant est un champ où Hector et Kenny doivent se séparer, Hector devant détruire la voiture et Kenny amener l’argent dans un bois proche. Ils se quittent bons amis et Kenny commence sa marche. Au milieu des arbres, Kenny trouve un homme qui, à son arrivée, active un drone qui va les filmer pendant qu'ils doivent se battre à mort, le survivant pouvant partir avec l’argent. L'homme explique qu'il est prêt à tout, les hackers ayant la preuve de ses tendances pédophiles. Kenny pense alors à retourner l’arme du braquage contre lui, mais elle n'est pas chargée. Les deux hommes commencent à se battre.

### Épisode 4:San Junipero
- France : 21 octobre 2016 sur Netflix

- Gugu Mbatha-Raw (VF : Sandra Vandroux) : Kelly
- Mackenzie Davis (VF : Justine Hostekint) : Yorkie
- Denise Burse (VF : Hélène Pierre) : Kelly âgée
- Raymond McAnally (VF : Julien Dutel) : Greg
- Gavin Stenhouse (VF : Damien Laquet) : Wes
- Cheryl Anderson : Laura
- Jackson Bews : Harvey
- Annabel Davis : Yorkie âgée
- Billy Grifﬁn Jr : Davis
- Paul Lawrence Kitson : le barman
- Jeff Mash : le médecin

Yorkie arrive à San Junipero en 1987. Introvertie, c'est son premier samedi soir dans la ville côtière, où règne une ambiance légère et festive. Elle repère Kelly, une fille bien plus libérée qui cherche à éviter Wes, un ex-petit ami insistant. Kelly surprend Yorkie en l'utilisant comme prétexte pour se débarrasser de Wes, affirmant que Yorkie est mourante. Kelly invite sa nouvelle amie à danser mais timide, Yorkie fuit vite les lumières. Kelly est intriguée mais charmée et suit Yorkie dans la ruelle, où elle essaie de la rassurer. Mais Yorkie se dérobe encore quand Kelly lui fait des avances.
Une semaine passe, l'ambiance du samedi soir revient sur San Junipero. Yorkie essaie différentes tenues et cherche à retrouver Kelly. Une fois ensemble, elle parvient à se libérer et les deux femmes font l'amour dans la maison en bord de mer de Kelly. Yorkie avoue alors que c'était sa première relation sexuelle — bien qu'elle soit fiancée avec un homme nommé Greg — et attend minuit avec son amante.
Une nouvelle semaine passe. Yorkie cherche à revoir Kelly, en vain. Elle essaie le Quagmire, un club à l'ambiance BDSM et violente où elle croise Wes, qui lui suggère de chercher dans d'autres époques. Après avoir parcouru San Junipero en 1980 et 1996, elle retrouve Kelly en 2002. Cette fois, Kelly fait tout pour éviter Yorkie, préférant ne pas créer de lien avec quiconque dans la ville. Mais finalement, Kelly et Yorkie se rejoignent et acceptent de se rencontrer dans la vie réelle, où Yorkie craint de décevoir son amie.
San Junipero est en fait un système de réalité virtuelle pour personnes âgées, que des personnes en fin de vie peuvent tester (5 heures par semaine au maximum) avant de choisir d'y télécharger leur esprit une fois décédées. Kelly quitte sa maison de repos du Nevada pour rejoindre Yorkie en Californie et découvrir son histoire, racontée par Greg, son infirmier. Yorkie avait 21 ans quand elle a fait son coming-out auprès de ses parents ultra-religieux, et en fuyant au volant de sa voiture après une dispute avec eux sur le sujet, a eu un accident qui l'a rendue tétraplégique, la clouant dans un lit pour les quarante années suivantes. Greg s'est proposé de l'épouser afin de faciliter les formalités pour l'euthanasie de Yorkie, bloquée par les parents. Kelly décide de se rendre rapidement à San Junipero pour lui proposer de l'épouser elle-même.

### Épisode 5:Tuer sans état d'âme
- France : 21 octobre 2016 sur Netflix

- Malachi Kirby (VF : Michaël Maïnö) : Stripe
- Michael Kelly (VF : Laurent Pasquier) : Arquette
- Madeline Brewer (VF : Karl-Line Heller) : Raiman ADR
- Ariane Labed (VF : Angélique Heller) : Catarina
- Sarah Snook (VF : Hélène Pierre) : Medina
- Kola Bokinni : Lennard
- Francis Magee : Parn Heidekker
- Aruhan Galieva : Mère villageoise
- Simon Connolly : Médecin

Une unité militaire spécialisée est envoyée en mission dans une forêt où les habitants locaux ont été attaqués par des « cafards » (« roaches » en version originale), des humains dégénérés à l’apparence vampirique porteurs de nombreuses maladies. Stripe, nouveau dans l'unité, découvre le fonctionnement de l'implant cérébral qui lui a été posé, lui offrant aide tactique,  visée, communication... L'unité organise son déploiement dans la demeure de Parn Heidekker, un religieux qui cacherait les cafards chez lui. Stripe et Raiman fouillent la maison et trouvent les cafards ; Raiman manque sa cible et Stripe en tue deux, mais pendant le combat, Stripe est ébloui par un objet lumineux brandi par l'un des cafards.
Dans les jours qui suivent, l'implant de Stripe montre des dysfonctionnements : problèmes de chargement, pannes brèves... Stripe a également des problèmes de sommeil, durant lequel il fait des rêves érotiques intenses mais perturbants ; cependant ni le médecin ni Arquette, le psychologue responsable de l'unité, ne trouvent la cause du problème. Lors du nouveau déploiement, l'implant de Stripe s'arrête et le militaire remarque qu'il a retrouvé certaines sensations qu'il pensait avoir perdues, comme l'odorat. Un cafard commence à tirer sur les militaires et abat leur chef, ne laissant que Stripe et Raiman. En fouillant le bâtiment, Stripe voit qu'il est seulement occupé par des humains mais Raiman les abat sans ciller. Quand elle menace de tirer sur une femme et son enfant, Stripe décide de l'assommer et de fuir, mais il reçoit une balle.
Stripe est amené à un refuge en forêt où la femme, une réfugiée appelée Catarina, soigne sa blessure et lui explique que son implant peut modifier ses perceptions et donc donner une apparence monstrueuse aux personnes considérées comme cafards. Alors que Stripe est en train de réaliser la manipulation, Raiman, qui les a traqués, surgit et abat Catarina et son fils avant de l'assommer.
Stripe se réveille dans une cellule où il reste prostré. Arquette vient en personne lui annoncer que son implant a été réparé - la lampe des cafards avait chargé un virus désactivant l’implant - et lui révéler la vérité en détail : le subterfuge des cafards créé par les implants sert non seulement à rendre les militaires plus efficaces en les libérant des traumatismes de guerre, évitant les cas de syndrome de stress post-traumatique, mais sert aussi un but eugéniste en tuant les individus porteurs de gènes de maladies à risques, désignés comme cafards. Stripe est révulsé, et laisse éclater sa colère quand il voit sur une vidéo qu'il a donné son accord oral à la procédure de pose de l'implant, souvenir effacé par la suite. Arquette lui offre alors le choix : retourner dans l'unité de combat avec les souvenirs de ces derniers jours effacés, ou choisir de rester emprisonné et revivre les visions des meurtres qu'il a commis, tels qu'ils se sont déroulés et en les ressentant réellement (bruit, odeurs, douleur...).

### Épisode 6:Haine virtuelle
- France : 21 octobre 2016 sur Netflix

- Kelly Macdonald (VF : Sarah Cornibert) : Karin Parke
- Faye Marsay (VF : Christine Paris) : Blue Corson
- Benedict Wong (VF : Rody Benguezala) : Shaun Li
- Jonas Karlsson (VF : Damien Laquet) : Rasmus Sjoberg
- Joe Armstrong (VF : Pascal Gimenez) : Nick Shelton
- Elizabeth Berrington : Jo Powers
- Charles Babalola : Tusk
- Ben Miles : Tom Pickering
- Esther Hall : Vanessa Dahl
- Holli Dempsey : Clara Meades
- Vinette Robinson : Liza Bahar
- Georgina Rich (VF : Hélène Pierre) : Tess Wallender
- Duncan Pow : Garrett Scholes
- Cecilia Noble : Dame Patricia Lamarr
- Katherine Kingsley : Dana Costello
- James Larkin : Simon Powers
- Robin Pearce : Harry Barclay
- Adrian Lukis : Alex Wallis

L'agent Karin Parke doit témoigner devant la cour d'Angleterre afin de donner sa version des faits quant aux événements du mois de mai passé. Elle commence donc son récit au 15 mai, lorsqu'elle a été appelée sur les lieux du meurtre de Jo Powers, une journaliste ayant signé un article virulent contre une militante handicapée qui avait pris à partie le Ministère de l’Environnement. La victime est retrouvée égorgée et la maison montre de nombreux signes de lutte. Karin Parke et son collègue Nick Shelton suspectent son mari, retrouvé blessé sur les lieux, mais leur nouvelle adjointe Blue Corson, transférée du département du crime informatique, veut chercher des suspects parmi ceux qui ont publiquement souhaité sa mort sur les réseaux sociaux. Le lendemain, Parke et Corson interrogent Liza Bahar, une institutrice qui a envoyé un gâteau avec un message insultant à la victime, mais elle est vite innocentée. Le mari de Jo Powers se réveille et affirme à Parke que sa femme s'est égorgée elle-même après avoir eu ce qui ressemble à une attaque.
Corson constate qu'Internet a déjà changé de cible en s'en prenant à Tusk, un rappeur américain qui pendant un passage à la télévision anglaise a insulté un jeune fan voulant l'imiter. Le soir même, le rappeur a une attaque similaire à celle décrite par Powers, et en passant une IRM, les médecins découvrent la cause de la mort, retrouvée également chez Jo Powers : un drone-abeille normalement programmé pour remplacer les abeilles, disparues à cause de problèmes environnementaux, s'est introduit dans le cerveau des victimes pour les torturer. De plus, les deux victimes ont été désignées par des hashtags #DeathTo (en français #MortÀ), générés par des comptes bot. En rendant visite à Rasmus Sjoberg, PDG de l’entreprise gérant les drones-abeille, ils ont confirmation des soupçons d'une brèche de sécurité dans le système de contrôle, ce qui devient une affaire de sécurité nationale pour Shaun Li de la NCA.
La nouvelle victime désignée par le hashtag est Clara Meades, une femme qui a publié une photo la montrant en train de faire semblant d'uriner sur un mémorial. Parke, Corson et Li la transfèrent dans un lieu sécurisé ; en représailles, le hacker envoie un essaim gigantesque sur la maison isolée, et Clara Meades est tuée à son tour. Bien que sous le choc, Corson comprend peu à peu le fonctionnement des abeilles, qui ont utilisé la reconnaissance faciale pour viser les victimes, impliquant que la sécurité nationale utilise les drones pour de l'espionnage de masse, ce que Li ne peut que confirmer.
Le lendemain, l'affaire fait le tour d'Internet et le hashtag désigne le Ministre de la finance, très impopulaire, mais aucune des mesures de protection de la NCA ne semble efficace. En poursuivant leur enquête, les policiers démasquent le responsable : Garrett Scholes, un des développeurs des drones qui a dissimulé dans le code de gestion son manifeste sur la liberté d'expression et les menaces à l'ère des réseaux sociaux, clamant que chacun doit subir les conséquences de ses mots. Ils parviennent à localiser une de ses planques par les métadonnées d'une photo du manifeste, où ils retrouvent le code utilisé pour craquer la sécurité du système des abeilles mais aussi une liste des identifiants de toutes les personnes ayant utilisé le hashtag. Juste avant de relancer le système pour reprendre le contrôle, Parke émet l'idée que ceci peut être un piège tendu par Scholes afin de punir ceux qui ont écrit vouloir la mort des victimes, les désignant alors comme les véritables cibles de son plan. Faisant fi des doutes de Parke, l'agent Li décide seul de redémarrer le système. En conséquence, celui-ci s'emballe et plus de 387 000 personnes à travers le Royaume-Uni sont tuées par les drones-abeille.